# Wolfgang Warsch
Wolfgang Warsch (geboren am 19. Februar 1980 in Steyr, Oberösterreich) ist ein österreichischer Molekularbiologe und Spieleautor. Als Molekularbiologe arbeitet er im Bereich der Krebsforschung und wurde für seine Arbeiten mit mehreren Preisen sowie einem Stipendium ausgezeichnet. Sein Brettspiel Die Quacksalber von Quedlinburg, das Kartenspiel The Mind und das Würfelspiel Ganz schön clever erschienen alle im Jänner 2018 und wurden im gleichen Jahr zum Spiel des Jahres oder zum Kennerspiel des Jahres nominiert, Die Quacksalber von Quedlinburg wurde als Kennerspiel des Jahres ausgezeichnet.

## Biografie
Wolfgang Warsch wuchs in St. Pantaleon im Bezirk Amstetten im Südwesten Niederösterreichs auf. Er studierte Genetik und Mikrobiologie an der Universität Wien und schloss sein Studium mit dem Master ab. Danach ging er an die Medizinische Universität Wien und später an das Institut für Pharmakologie und Toxikologie der Veterinärmedizinischen Universität Wien, wo er im Labor von Veronika Sexl an der Rolle des JAK-STAT-Signalweges in der chronischen myeloischen Leukämie forschte. 
Er wurde 2012 promoviert und wechselte im Herbst desselben Jahres gemeinsam mit seiner Frau an das Cambridge Institute for Medical Research in England, wo er bis April 2016 unter anderem an der Entwicklung einer neuen Screening-Methode für essentielle Kinasen in Krebszelllinien arbeitete. Diese Arbeit wurde durch den Erhalt des Erwin-Schrödinger-Stipendiums unterstützt, welches er 2014 erhielt. Seit seiner Rückkehr aus England 2016 war er am CeMM Forschungszentrum für Molekulare Medizin der Österreichischen Akademie der Wissenschaften und am Institut für Pharmakologie und Toxikologie der Veterinärmedizinischen Universität Wien tätig.
Wolfgang Warsch entwickelt in seiner Freizeit Spiele. Nach eigenen Angaben begann er damit etwa im Alter von 20 Jahren, wobei er versuchte, aus einem Billard-Spiel ein Brettspiel zu machen. Später trat er mit einem Spiel an den Goldsieber Verlag heran, der Interesse an einem Prototyp hatte, das Spiel dann jedoch nicht veröffentlichte.
2012 unterschrieb er seinen ersten Vertrag für eine Spieleentwicklung und 2015 erschien sein erstes kommerziell erhältliches Spiel Dream Team beim Zoch Verlag, 2016 folgte Schattenmeister bei Piatnik. Nach einer Pause wurden zeitgleich zur Nürnberger Spielwarenmesse 2018 die Spiele Illusion und The Mind beim Nürnberger-Spielkarten-Verlag (NSV) sowie Die Quacksalber von Quedlinburg und Ganz schön clever bei Schmidt Spiele veröffentlicht. 
Im gleichen Jahr wurden The Mind für das Spiel des Jahres und Die Quacksalber von Quedlinburg und Ganz schön clever zum Kennerspiel des Jahres nominiert, damit war er der erste Spieleautor in der Geschichte des Preises mit drei Nominierungen im gleichen Jahr. 2022 veröffentlichte Warsch ebenfalls bei Schmidt Spiele die für Kinder konzipierten Versionen der beiden Spiele, Auch schon clever und Quacks & Co., die im gleichen Jahr beide für das Kinderspiel des Jahres nominiert wurden.
Warsch ist Vater zweier Kinder und lebt in Wien.

## Auszeichnungen

### Auszeichnungen für medizinische Arbeiten
Wolfgang Warsch wurde für seine Arbeiten am Zellprotein STAT5 und dessen Bedeutung in der Resistenzentwicklung gegenüber der medikamentösen Behandlung der chronischen myeloischen Leukämie mit dem Wilhelm-Türk-Preis der Österreichischen Gesellschaft für Hämatologie ausgezeichnet. Anfang 2013 wurde er gemeinsam mit seinen Kollegen für die gleiche Arbeit, die in der Fachzeitschrift Blood 2011 veröffentlicht wurde, mit dem Krebsforschungspreis der Stadt Wien prämiert.

### Auszeichnungen für Gesellschaftsspiele
Mehrere von Warschs Spielen wurden für Spielepreise nominiert oder damit ausgezeichnet:
- Spiel des Jahres
  - The Mind: Nominierung 2018
- Kennerspiel des Jahres
  - Die Quacksalber von Quedlinburg: Gewinner 2018
  - Ganz schön clever: Nominierung 2018
- Kinderspiel des Jahres
  - Auch schon clever: Nominierung 2022
  - Mit Quacks & Co. nach Quedlinburg: Nominierung 2022
  - Große kleine Edelsteine: Nominierung 2024
  - Topp die Torte: Gewinner 2025
- Österreichischer Spielepreis
  - Die Quacksalber von Quedlinburg: Preisträger „Spiele Hit mit Freunden“ 2018
  - Mit Quacks & Co. nach Quedlinburg: Preisträger „Spiele Hit für Kinder“ 2022
- À-la-carte-Kartenspielpreis
  - The Mind: Platz 3, 2018
- Deutscher Spielepreis
  - Die Tavernen im Tiefen Thal: Platz 2, 2019
- Graf Ludo
  - Die Tavernen im Tiefen Thal: Gewinner Familienspiele 2020

## Ludographie (Auswahl)
- 2015: Dream Team (Zoch Verlag)
- 2016: Schattenmeister (Piatnik)
- 2018: Illusion (Nürnberger-Spielkarten-Verlag, NSV)
- 2018: The Mind (Nürnberger-Spielkarten-Verlag, NSV)
- 2018: Die Quacksalber von Quedlinburg (Schmidt Spiele)
- 2018: Ganz schön clever (Schmidt Spiele)
- 2018: Fuji (Feuerland Spiele)
- 2018: Brikks (Schmidt Spiele)
- 2019: Die Quacksalber von Quedlinburg: Die Kräuterhexen (Schmidt Spiele)
- 2019: Doppelt so clever (Schmidt Spiele)
- 2019: Die Tavernen im Tiefen Thal (Schmidt Spiele)
- 2019: Subtext (Pegasus Spiele, Edition Spielwiese)
- 2020: Die Quacksalber von Quedlinburg: Die Alchemisten (Schmidt Spiele)
- 2020: Clever hoch drei (Schmidt Spiele)
- 2021: Die Tavernen im Tiefen Thal: Zimmer frei (Schmidt Spiele)
- 2021: Die Knuffies (Schmidt Spiele)
- 2022: Mit Quacks & Co. nach Quedlinburg (Schmidt Spiele)
- 2022: Auch schon clever (Schmidt Spiele)
- 2022: Clever 4Ever (Schmidt Spiele)
- 2023: The Mind: Soulmates (Nürnberger-Spielkarten-Verlag, NSV)
- 2023: The Same Game (Edition Spielwiese, Pegasus)
- 2024: Große kleine Edelsteine (Schmidt Spiele)
- 2024: Topp die Torte (Schmidt Spiele)
- 2024: Die Quacksalber von Quedlinburg: Das Duell (Schmidt Spiele)